# Селекціонна
Селекціо́нна (рос. Селекционная) — село у складі Шелопугінського району Забайкальського краю, Росія. Входить до складу Шивіїнське сільського поселення.
Стара назва — Селекціонна станція імені Бутіна.

## Населення
Населення — 83 особи (2010; 100 у 2002).
Національний склад (станом на 2002 рік):
- росіяни — 97 %